# سعید حیدری‌راد
سعید حیدری‌راد (‎۳۱ شهریور ۱۳۶۹) هندبالیست ایرانی است که برای باشگاه هندبال دینامو بخارست رومانی بازی می‌کند. حیدری راد همچنین در تیم ملی هندبال ایران بازی می‌کند